# اصلاحات شووا

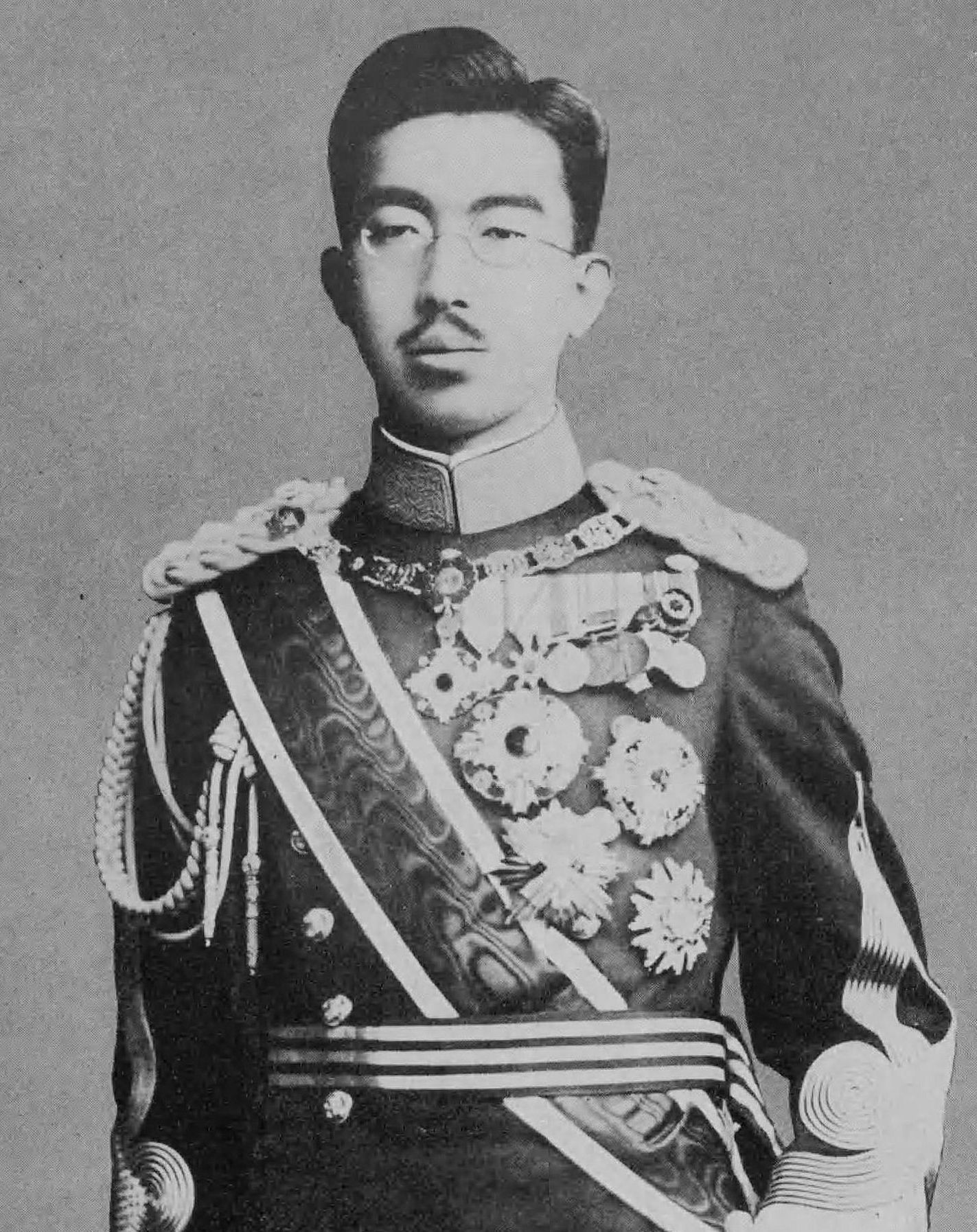
امپراتور شووا با لباس تشریفاتی

اصلاحات شووا (به ژاپنی: 昭和維新 Shōwa Ishin) توسط کیتا ایکی نویسنده ژاپنی در دهه ۱۹۳۰ با هدف بازیابی قدرت امپراتور ژاپن تازه بر تخت سلطنت نشسته، هیروهیتو و از بین بردن لیبرالیسم ترویج شده در دوره تایشو مطرح شد. اهداف «اصلاحات شووا» مشابه اصلاحات میجی بود.